# François Mathey
François Mathey (Ronchamp, 17 agosto 1917 – Coulommiers, 3 gennaio 1993) è stato un gallerista francese, direttore del museo delle arti decorative di Parigi dal 1953 al 1985..